# جوزيف إل. مكولي
جوزيف إل. مكولي (بالإنجليزية: Joseph L. McCauley)‏ هو فيزيائي أمريكي، ولد في 1943.